# Sefu bin Hamid
Pour les articles homonymes, voir Hamid.
Sefu bin Hamid, né en 1860 et mort le 20 octobre 1893, est un marchand d’esclaves d'origine swahili et zanzibarie et l'un des fils de Tippo Tip, lui aussi marchand d'esclaves. Il combat la Force publique lors des campagnes de l'État indépendant du Congo contre les Arabo-Swahilis. 

## Biographie
Vers 1890/91, Tippo Tip, gouverneur du district de chutes de Stanley depuis le 24 février 1887, retourne à Zanzibar où il prend sa retraite. Sefu bin Hamid représente son père pour la région de Kasongo, à l'est du Congo, et reprend sa place.
En mars et avril 1892, Sefu attaque à plusieurs reprises le personnel de l'État indépendant du Congo (EIC) dans l'est du Congo, y compris des commerçants d'ivoire, ce qui déclenche un ensemble d'opérations militaires menées par la Force publique connues sous le nom de campagnes de l'EIC contre les sultans bantous musulmans.
Le 19 septembre 1892, Ngongo Leteta, après avoir subi une défaite au cours d'une des premières campagnes, trahit Sefu bin Hamid et rejoint la Force publique. En réponse, Sefu place le Résident de Kasongo, le lieutenant Joseph Lippens, et son adjoint, le sergent Henri De Bruyne, en résidence surveillée. Sefu exige ensuite une renégociation des frontières de ses territoires et demande à Francis Dhanis de lui livrer Ngongo Leteta contre des prisonniers. Le 15 novembre, De Bruyne rencontre Dhanis pour l'informer des demandes de Bin Hamid. Dhanis refuse les conditions ce que Bin Hamid considère comme un acte de guerre.
Sefu traverse la rivière Lomami avec 500 officiers zanzibaris et environ 10 000 Congolais. Il y installe deux forts où la Force publique l'attaque et le force à battre en retraite par la suite. En représailles, Lippens et De Bruyne sont tués à Kasongo le 1er décembre 1892. Après la prise de Kasongo le 22 avril 1893, la Force Publique découvre les tombes de Lippens et De Bruyne. Ils trouvent également le journal d'Emin Pacha, qui indique qu'il fut tué le 23 octobre 1892.
La dernière grande bataille de ces campagne a lieu le 20 octobre 1893, sur la rivière Lwama, à l'ouest du lac Tanganyika. C'est une impasse tactique, mais Sefu finalement vaincu meurt au combat.